# 羅僑
羅僑（1462年—1534年），字惟升、維升，號東川，江西承宣布政使司吉安府吉水縣（今江西省吉水縣）人，明朝政治人物、同進士出身。

## 生平

### 弘治、正德年間
羅僑為人性情純靜，寡嗜貪慾。其受學于張元禎。弘治八年（1495年）乙卯科江西鄉試第九十二名舉人，十二年（1499年），登己未科進士，授新會縣知縣，受到民眾愛戴。正德初年，入朝擔任大理右評事。正德五年四月，順天府大旱，羅僑於是因災進言，稱：
|  | 臣聽說人之道理順，則陰陽和暢，政事荒蕪，則災害連發。最近京城大旱，陛下大發慈悲，釋放逃避戍役的囚犯，放寬株連的禁令，同事齋戒祈禱十多天，雨水仍然沒有到來。臣私下以為是天心仁愛未至。陛下臨朝聽政，有時直到太陽偏西，而與群小人親近玩耍，呼喊之聲卻通宵達旦，您用什麽來乘奉天心，奠定社稷大業呢！法綱日漸苛刻，則球越發嚴厲，盜賊在白天殺害人命，百姓漂泊流浪填滿道理，元氣零散。給事中御史雖知卻不敢議論，內閣官員陳述卻不敢盡言，這是堵塞蒙蔽的大禍啊。古代提升貶退大臣，必定有一定規則禮儀，肉刑不加士大夫。而近來公卿大臣離職，不講究禮節。比如前朝終丞劉大夏，貶值戍守邊疆，已達三年，陛下棄之不理，這不是用來善待德高年重的舊臣、尊敬大臣的禮節啊。本朝的法律條例，參考古今而定，足以用來懲治奸惡。而近來司法官仰承君主旨意，打壓善臣良民。古書稱：‘賞罰過度則會施及淫人，刑罰過度則會牽連善人。如果不幸而又過失，那麼就寧願過度也不要過濫。’現在的刑罰，氾濫程度有何比此更嚴重的呢？希望陛下慎戒安逸遊玩，摒棄玩賞，遠離小人，召回舊時有德官員，同在朝官員，悉心圖治，并命令司法官謹慎遵守既定方針，即使有律刑輕微而情節嚴重情況，一定要奏請裁決，而不能擅自量刑輕重。如果這樣，尚可對上消除天災，對下可以收攬人心。 |

當時，朝中官員長期避諉諫言。羅僑奏疏呈上時，內心揣度必死無疑，於是便將棺材放在車上聽後發落。劉瑾大怒，假傳內宮聖旨譴責長達百句，命令朝廷大臣商議刑罰。大學士李東陽極力營救，得以改判貶為原籍擔任教職。同年秋天，劉瑾事敗，羅僑不久被徵召恢復原職，隨後他稱病辭職歸鄉。寧王朱宸濠反叛，王守仁在吉安起兵，羅僑首先赴義討伐平叛。

### 嘉靖年間
明世宗即位后，羅僑即授台州府知府。在任期間建忠節祠，祀奉方孝孺。他還延請平民張尺，詢問民間疾苦。并按季節巡視田間，督促農桑，并講解提倡明朝婚喪祭祀禮儀，境內治理很好。嘉靖二年，政績考核卓越突出。都御史姚鏌為羅僑上疏道：
|  | 臣下冒犯君主威嚴而進諫，自古以來就是難事。從前‘八黨’專權，逆賊劉瑾擾亂朝綱，朝廷大臣緘默不語，均明哲保身。然而給事中劉茝、評事羅僑卻為國赴難不顧自身安危，揭發時政弊端，僥倖生存下來。逢遇聖明君主，應當明顯加以獎勵提拔，并勉勵其從臣。然而羅僑擔任台州知府，劉茝擔任長沙知府，使胸懷忠誠竭心盡節的人才停留于常規的升遷中，臣私下為朝廷深感惋惜啊。 |

世宗採納其進言，提升羅僑為廣東左參政，羅僑推辭。吏部則以公文催促，羅僑不得已而就任。一年后，便稱病辭職歸鄉。
羅僑為人敦厚行，行為效仿古人。羅洪先居喪期間，仍然不停止講學，羅僑認為不合禮法，寫信指責。其峻峭直率的性格正是如此。

## 家族
曾祖羅友順。祖父羅聲振。父羅穎，官太平府通判。母袁氏，贈安人。慈侍下。兄羅价；弟羅侃。

## 延伸阅读
[在维基数据编辑]
 《國朝獻徵錄·卷之九十九》，出自焦竑《國朝獻徵錄》
 《明史卷一百八十九》，出自《明史》
 在维基共享资源阅览影像